# Южные саламандры
Южные саламандры (лат. Nototriton) — род земноводных семейства безлёгочных саламандр. Насчитывает 17 видов.
Общая длина представителей этого рода варьирует от 5 до 9 см. Голова толстая. Глаза выпуклые с горизонтальными зрачками. Туловище узкое за головой, стройное. Конечности короткие, преимущественно с 4 пальцами. Хвост длинный, тонкий.
Окраска коричневая, чёрная, оливковая, бурая с красноватым, сероватым, желтоватым оттенками. Брюхо светлее спины, у некоторых видов хвост светлее основного фона.
Любят влажные тропические леса. Предпочитают низкую растительность, часто встречаются среди мхов. Встречаются на высоте до 800—1200 метров над уровнем моря. Активны в сумерках. Питаются мелкими беспозвоночными.
Яйцекладущие земноводные. Самки откладывают до 20 яиц.
Проживают в Гватемале, Гондурасе, Никарагуа, Коста-Рике.
Виды
- Nototriton abscondens
- Саламандра Барбура (Nototriton barbouri)
- Nototriton brodiei
- Nototriton gamezi
- Nototriton guanacaste
- Nototriton lignicola
- Nototriton limnospectator
- Nototriton major
- Nototriton matama
- Nototriton mime
- Моховая саламандра (Nototriton picadoi)
- Nototriton picucha
- Береговая саламандра (Nototriton richardi)
- Nototriton saslaya
- Nototriton stuarti
- Nototriton tapanti
- Nototriton tomamorum